# 送気式潜水

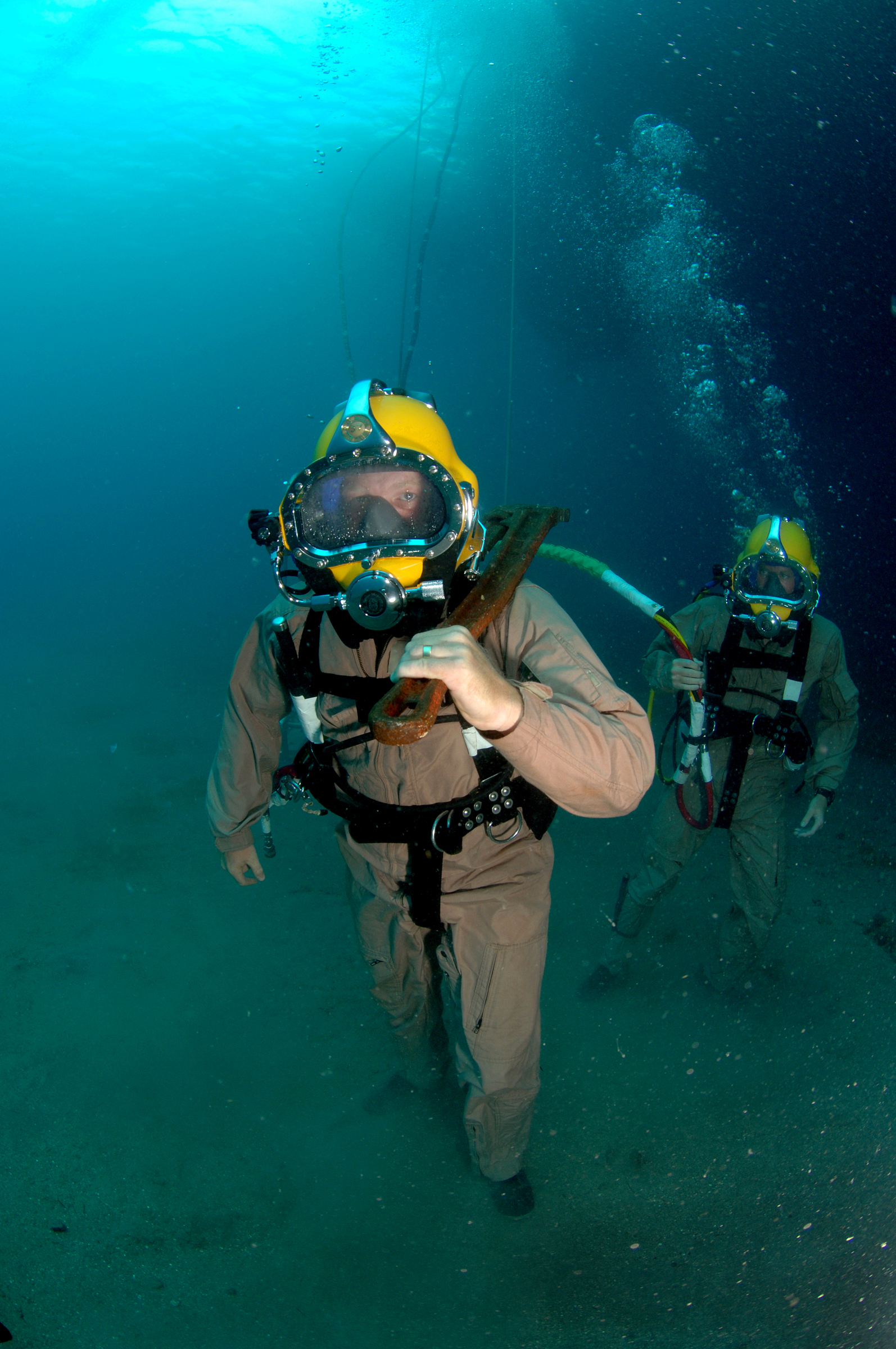
送気式潜水中のアメリカ海軍潜水員

送気式潜水（そうきしきせんすい）とは、水上に設置したコンプレッサーあるいはタンクから、ホースを通じてダイバーが必要とする空気などの呼吸ガスを供給する潜水方式のことで、スクーバダイビングと対比して用いられる。
大きくは、ヘルメット潜水と呼ばれる旧来の方式、Kirby Morgan社の製品に代表されるような「近代的な」方式、フーカー潜水と呼ばれる簡易的な方式に分類されるが、本項目では、とくに注釈のない限り、「近代的な」送気式潜水について解説する。その他の方式についてはリンク先を参照のこと。
近代的な送気式潜水は、スクーバの技術を応用したヘルメットやマスクを使用し、ヘルメット潜水やフーカー潜水と比べ、作業潜水用として機動性や安全性を大きく高めた送気式潜水である。空気供給ホースによる行動の制約があることや、水上にコンプレッサーなどの設備や支援要員が必要なことなどから、レクリエーショナルダイビングで使用されることはまずないが、作業潜水の分野では、すでに主流になっている。

## 送気式潜水の装備
製造者や型式により若干の差異はあるが、送気式潜水で使用される装備の概要は以下のとおりである。
ヘルメットまたはマスク
FRP（繊維強化プラスチック）などで作られた軽量型のヘルメット、あるいは目・鼻・口を同時に覆う、フルフェイス (full-face) 型と呼ばれるマスクを使用する。これらのヘルメットやマスクは、換気効率の向上のため、内側に鼻とを口だけを覆う内部マスクが取り付けられているのが一般的である。空気は、ヘルメットやマスクに装備されたレギュレーター（スクーバダイビングで使用されるレギュレーターの2ndステージと同様のもの）から内部マスクに供給される。ヘルメットが使用される場合、通常はダイビングスーツに固定されるが、ダイバーの首の動きに対しては自由に追従できるようになっている。また、ヘルメットとダイビングスーツは、一般に、完全に独立した気密（水密）空間を構成している。
空気供給ホース
空気供給ホースは、通常、通信装置（水中電話）のケーブルや引張強度を確保するワイヤーと一体化され、“umbilical cable”（アンビリカルケーブル）（umbilical:臍の緒）として使用する。このため、送気式潜水を“umbilical diving”と呼ぶこともある。通常、マスクあるいはヘルメットに取り付けられたバルブを経由して、レギュレーターに接続される。
ダイビングスーツ
マスクが使用される場合、とくに限定されたダイビングスーツはなく、通常のウェットスーツや、極端な場合、水着だけが使用される場合もある。しかし、長時間の潜水や冷水への潜水、あるいは汚水への潜水が行われることも多いため、ドライスーツの使用が一般的である。ヘルメットが使用される場合には、ヘルメットの型式にあわせた固定金具を持つドライスーツを使用するのが一般的だが、通常のウェットスーツや水着で使用可能なヘルメットもある。その他、極端に水温が低い場所での作業などでは、水面やダイバーが携帯する熱源装置から供給される温水で身体を温める、特殊なダイビングスーツ（ホットウォータースーツ）が使用されることもある。
予備空気供給装置
送気式潜水では、水上の空気供給装置（コンプレッサーなど）が故障したり空気供給ホースが損傷したりした場合に備え、通常は水面まで安全に浮上するための空気を供給できる、予備の空気供給装置を装備する。これは、小型のスクーバタンクとレギュレーター（1stステージ）であり、通常、水上からの空気供給ホースと並列に、マスクあるいはヘルメットに装備された切り替えバルブに接続され、緊急時には簡単に空気の供給源を切り替えられるようになっている。

## 送気式潜水の利点
- 高い安全性
  - ヘルメット潜水では、空気の供給は事実上ほぼ無制限に行われるが、水上の空気供給装置が故障したり、空気供給ホースが損傷したりすれば、空気の供給は完全に途絶してしまう。特に空気供給ホースが障害物に絡まった場合、自力で水面に脱出することは非常に困難である。また、スクーバではタンクの空気を使いきってしまえば空気の供給は止まるうえ、レギュレータなどの故障で空気の供給が突然停止することも皆無ではない。しかし、送気式潜水では前述のとおり、予備の空気供給装置を装備することで、空気の供給停止に備えられるうえ、空気供給ホースが障害物に絡まった場合でも、空気の供給を予備に切り替えたうえで、空気供給ホースを切り離して脱出することが可能である。空気の供給は、スクーバ潜水と同様のレギュレータによって自動的に調整される。マスクやヘルメットには通常、レギュレータをバイパスする手動の空気供給バルブが装備され、激しい作業で大量の空気が必要な場合にも、レギュレータの吸気抵抗をキャンセルして安全な呼吸が可能であるほか、万一レギュレーターが故障した場合にも、空気の供給が途絶することはほとんどない。空気供給ホース（アンビリカルケーブル）でダイバーと水上が常時繋がっているうえ、通信装置（水中電話）も標準的に装備され、ダイバーの状態を常に水上で監視可能なほか、ヘルメットにテレビカメラを取り付け、ダイバーが見ている光景を水上でもモニターすることも、場合によっては可能である。
- 高い機動性
  - 送気式潜水では、基本的にはスクーバダイビングと同様、中性浮力の状態でフィンを使用して水中を移動可能である。また、浮力の調整も、スクーバ潜水で使用されるBCやドライスーツを利用して、空気供給とは無関係に調整可能であり、必要があれば、ヘルメット潜水のように浮力をマイナスに設定し、流れのある場所で安定した作業をすることも可能である。このように、送気式潜水は、スクーバダイビングほどの自由はないが、きわめて高い機動性を有している。

## 潜水可能な深度
送気式潜水で安全に潜水可能な深度は、通常の空気を使用する場合、窒素中毒に対する安全性から決定されるが、他の潜水方法に比べて（一般的な）安全性が高いため、水深50m程度から、酸素中毒に対する安全限界に近い、水深60 - 70m程度まで使用される例も少なくない。また、混合ガスを使用し、水中エレベータや潜水艇と組み合わせることで、北海の海底油田などでは、水深100mを超えるような潜水も日常的に行われているようである。